# Acacia rigens
Espèce
Répartition géographique
Acacia rigens est une espèce de plantes à fleurs de la famille des Fabaceae. C'est un arbuste endémique de l'Australie.

## Description
La plante pousse généralement à une hauteur de 1 à 6 m et présente des phyllodes rigides, cylindriques, d'une longueur comprise entre 3 et 13 cm. Les capitules jaune vif apparaissent en groupes allant jusqu'à quatre à l'aisselle des phyllodes. Les inflorescences simples ont des capitules résineux et sphériques d'un diamètre de  4 à 7 mm et contiennent 20 à 30 fleurs pour 5 groupes mères de couleur jaune vif qui apparaissent entre juillet et décembre dans l'aire de répartition naturelle de l'espèce, suivi de gousses torsadées ou enroulées de  4 à 10 cm de long et de 2 à 3 mm de large,.

## Taxonomie
L'espèce a été décrite pour la première fois en 1832 par le botaniste  Allan Cunningham. Elle ressemble à « Acacia havilandiorum » mais possède des phyllodes plus longs et 4 groupes-mères de fleurs. On pense que l'épithète spécifique rigens est une référence à la rigidité des phyllodes.

## Répartition
L'espèce est présente sur les terres rouges, les sols sableux ou schisteux des Mallee Woodlands and Shrublands (en) et les forêts du sud d'Australie-Occidentale, Australie-Méridionale, Victoria, Nouvelle-Galles du Sud et Queensland,.

## Culture
L'espèce a une croissance rapide, elle est à la fois tolérante au gel et à la sécheresse, nécessitant rarement un arrosage après l'établissement. La plante s'adapte à la plupart des sols et convient le mieux à une position en plein soleil ou à l'ombre légère.
Les larves du papillon  double-spotted lineblue se nourrissent de cette espèce.